# SA (バンド)
SA（エスエー）は日本のパンク・ロックバンド。海外で活動をする際はSA aka. Samurai Attackの名称を用いる。1984年、ヴォーカルのTAISEIを中心に岐阜市で結成され、1987年に一度解散する。その後、1999年からTAISEIがソロプロジェクトとして活動を再開し、2002年からTAISEI/NAOKI/KEN/SHOHEIの4人のメンバーが揃い、ライブを中心としたバンド活動を行う。

## メンバー
TAISEI（馬渕太成 - 1967年6月12日 ‐ BAD MESSIAH）
ボーカル。岐阜県大垣市出身。
NAOKI（宮本直樹 - 1965年6月18日 ‐ LAUGHIN' NOSE、COBRA、DOG FIGHT ）
ギター。兵庫県尼崎市出身。
KEN（根本健一 - 1968年2月19日 ‐ THE PEPPER BOYS、DOG FIGHT）
ベース。東京都大田区出身。

## 旧メンバー
SHOHEI（白石昇平、1976年6月10日 - ）
2002年〜2019年2月
ドラム、パーカッション、ピアノ、トロンボーンを担当。他にはソロで三線、ギター、唄などでも活動する。ソロ名義は「昇平白石」。マイケル・ジャクソンが好き。2012年、タイのチェンマイにてタイ古式マッサージを学びボディケアの分野でも活動中。東京都渋谷区出身。
MATCHAN（松浦 英治 ‐ Mr. Orange、30%LESS_FAT、Ken Band、Bravo★Brothers）
2019年〜2021年7月

## 来歴
1984年の夏、当時高校2年生だったTAISEIを中心に岐阜市にて結成した。結成当初、バンド名は未定だった。12月26日、岐阜市にて初めてのライブをワンマンで行う。本来は名古屋で活動していた高校3年生のバンド、ROSE JETSとの対バンであったが、同バンドのボーカルの事情から出演不可となり、ワンマンライブとなった。最初に演奏した曲は「YOUTH ON YOUR FEET」だった。
翌年の1985年、ROSE JETSの誘いにより、1月に名古屋で2度目のライブ出演を果たす。出演当日、THE STAR CLUBのレーベル「CLUB THE STAR」の目に留まり、7月31日にソノシート『I GET POSITION』をリリースし、初回プレス2000枚を完売した。ソノシートのリリース決定を機に、活動の場を名古屋を中心に大阪、東京へと広げる。また、自主企画ライブイベントも開始する。東京での初ライブは新宿ロフトで、メンバーが高校3年生だったSAは、当時の新宿ロフトの最年少出演バンドとなった。
1986年に、デモテープを送ったことがきっかけで、LAUGHIN' NOSEのPONとCHARMYが主宰するレーベル「AAレコード」のオムニバスアルバム『Oi of JAPAN』に参加した。その一方で、COCKNEY COCKS、ワンダラーズ、BAD VALTURESなどを招き、「Oi of JAPAN! in NAGOYA」などのイベントを開催する。また当時、名古屋最大規模のパンクロックイベント「PUNKS BATTLE ROYAL」出演する。
1987年、音楽性の向上などの理由にTAISEIが活動の拠点を東京に移すことを決め、3月22日、名古屋ハックフィンにて解散ライブ「GOOD BYE THANKS MY FRIENDS」を行う。同ライブは、前売りチケットの購入希望が販売予定数を大幅に上回ったため、2部制となった。解散後、TAISEIは東京で BAD MESSIAHを結成する。インディーズで活動したのち1990年にEPIC・ソニーよりメジャー・デビュー、1996年に解散した。アルバム4枚、シングル10枚を残す。
解散から12年後の1999年、SA復活の依頼を受け、同年4月4日に岐阜G-GROOVEにて復活ライブ「DO IT PUNK REVIVAL S.A」を行う。ゲストにCOBRAなども参加し、1000人を超える動員を記録した。このライブを機に、TAISEIのソロプロジェクトという形で、SAの再活動が始まる。
翌2000年6月にマキシシングル『YOUTH ON YOUR FEET』を、同年10月には元THE BLUE HEARTSの河口純之助をプロデューサーに迎えてフルアルバム『YOU MUST STAND UP MY COMRADES』を、ミュージックマインからリリースした。その際、TAISEI自身は、これが最後のレコーディングになるかもしれないと思いながら収録したという。これ以降、ベースは河口純之助、ギターはunderstatementsのSHUHEI（後にYOSHI）、ドラムはKOHTAというメンバーでライブ活動を行う。
2001年、新宿ロフト、渋谷オンエアイースト、新宿ACBホール、原宿アストロホールなどでのライブ活動の傍ら、『NEVER MIND....WHO CARES』、『KOREA-JAPAN PUNK ROCK FESTIVAL 2001 LIMITED EDITION』、『LONDON NITE 4 "OLD＆NEW FRIEND-UNITY"』など、SAは様々な企画アルバムに参加する。同年の夏、YOSHIの年内脱退が決まったことにより、新たなギタリストを探すことになる。12月28日に下北沢CLUB251でのイベント「BILLY'S WEEKENDER」にて、元LAUGHIN' NOSE、COBRAなどのギタリストであったNAOKIの正式加入を発表した。
2002年1月、NAOKIの加入に伴い、正式なバンド化を目指す。NAOKIに続き、元DOG FIGHTのKEN、SHOHEIが加入し、2月16日の下北沢CLUB251でのライブから新生SAとしての活動を開始する。各種ライブイベントに出演しつつ、自主レーベル「PINEAPPLE RECORDS」から、1000本限定のビデオ『6, 4, 2&1』を7月13日にし、新宿タワーレコードのビデオチャートで1位を獲得した。また、『6, 4, 2&1』のリリースから1週間後の7月20日に、新生SAとなって初めてのフルアルバム『GREAT OPERATION』を発表する。その6日後からリリースライブを行い、8月4日には下北沢シェルターにてアルバム発売記念ワンマンライブを開催する。このワンマンライブには、シークレットゲストとしてTHEE MICHELLE GUN ELEPHANTが出演した。11月には「DON'T DENY, GIVE IT A TRY!!」のリミックスを収録したマキシシングル『WHO'S THE NEXT UPSTART?』をリリースする。同月から、ジャンルが違っていても、面白い活動や素晴らしい作品を作っているミュージシャンと一緒にライブを行おうという主旨で企画したSA主催の不定期イベント「BIG TOP」を開始する。THE BLUE HEARTSのトリビュート・アルバム『THE BLUE HEARTS 2002 TRIBUTE』にも参加した。この年で48本のライブをこなす。
2003年1月、「BIG TOP」の東名阪ツアーを開催する。3月31日、全曲に日本語詞を織り交ぜたミニアルバム『STIFF UPPER LIP』をリリース。4月30日の新宿ロフトワンマンライブを皮切りに、全国12カ所13本のアルバムツアー「STIFF UPPER LIP TOUR」実施する。新宿ロフトワンでのワンマンライブでは、これまで同所で行われたバンドのワンマンライブでは初めてチケットが完売となった。9月に2作目のビデオ『STIFF UPPER LIP TOUR』を発表する。「BIG TOP」を積極的に開催し、秋にはLAUGHIN'NOSEなどとのカップリングツアー「R&R CIRCUS」を開催し、およそ1カ月半をかけて全国で21本のライブを敢行する。他にも、コンピレーションアルバム『BPR5000 BURST TRACKS』、『BREAK GATE CD　不良ロック編』参加、ROBINとのスプリットEP『"TIGER HOLE RANGE SPLIT 7" SERIES VOL.13 SA&ROBIN』のリリースや、ニルヴァーナのトリビュートアルバム『SMELLZ LIKE…～a tribute to ×××××××～』に参加するなど、多様な音楽活動を展開する。年間ライブ数は73本。
2004年1月、東名阪で「BIG TOP TOUR」を開催する。6月2日に2枚目のフルアルバム『MATCHLESS ATTACK!』を発表し、その直後に北海道から鹿児島まで活動エリアを広げて「MATCHLESS ATTACK! TOUR」を敢行する。同時期に、英国のインディーズレーベルCherry Red Records内のパンク専門レーベル「ANAGRAM RECORDS」に、初の日本人アーティストとして契約する。9月、海外アルバム『SAMURAI ATTACK!』（アーティスト名義は「S.A.（Samurai Attack）」）でヨーロッパデビューを果たす。12月には「MATCHLESS ATTACK! TOUR」のファイナルを収録したDVD『WALLSAND RED LIGHTS』を発表する。年間ライブ数は55本。
2005年1月、COBRAとのカップリング東名阪ツアーを実施する。5月末からはワンマンクラスのツアーを全国8か所で開催した。同ツアーでは、新録4曲を収録したCD付きアーティストブック『SA PERFECT BOOK "mov!"』を先行発売する。様々なイベントなどに出演する一方で、秋から次のフルアルバムに向けての制作活動を開始する。年間ライブ数は49本。
2006年2月から、LAUGHIN' NOSE、THE SHAVERZ（元SOBUTのYOSHIYAとMOTOAKIによる新バンド）とのカップリングツアー「R&R CIRCUS 06」を開催した。4月5日には「ROCK'N ROLLのカッコよさ」をキーワードに制作したという3枚目のフルアルバム『PRIMAL YELL』を発表し、全国24か所のアルバムツアーを展開する。11月には、ツアー各地のライブ音源から18曲をピックアップして再構成したライブアルバム『LIVE FROM FAR EAST SESSIONS』を発表した。12月には、同ツアーファイナルであった6月30日の恵比寿リキッドルームでのライブを中心に収録したDVD『THE SPECTER ON MY TRAIL』を発表。ザ モッズのトリビュートアルバム『THE MODS TRIBUTE ALBUM SO WHAT!! Vol.2』に参加する。年間ライブ数は61本。
2007年1月から、米国のパンクバンドランシドのジャパンツアーのサポートに参加する。6月には8曲収録のミニアルバム『BEYOND I』をリリース。11月20日にブログ「SA NOWADAYS」を開設する。年間ライブ数は44本。
2008年1月、本作で初公開となる新曲「CALLIN' YOU」からイメージしたというショートムービーや、撮影や編集にもテーマを設けたというライブ映像集などを収めたDVD『CALLIN' YOU～Derived from the BEYOND I TOUR』を発表する。7月には、4作目となるフルアルバム『VANDALS BOP』を発表した。パンクバンドでありながら、アメリカンロックからR&R、ロカビリー、ハードコア、スカ、ダンスビートまで、パンクロックの枠におさまらない様々なジャンルの曲を収録した作品となった。リリース直後から9月まで全15本の「VANDALS BOP TOUR 2008」を実施する。
2009年3月、米国テキサス州で開催された世界最大規模の音楽ショーケース「SOUTH BY SOUTHWEST '09」に出演。これを機に、全米8か所でツアーを敢行する。総移動距離1万41キロメートル、最大温度差が摂氏40度、9日間で8本のライブという過密スケジュールに加え、観客はすべてSAを初めて目にする外国人という環境でのツアーであった。ライブで恒例となっている「SAコール」は、このツアー中にアウェイでのライブを盛り上げるための状況から生まれた。4月に、「VANDALS BOP TOUR」のライブDVD付きミニアルバム『GO BARMY KIDS』を発表する。6月、全米ツアーの様子を追った90分特番「SA突撃! ATTACK FROM JAPAN! 全米ツアーの全記録!」がCSフジテレビNEXTで放送される。9月には、その拡大版ドキュメントDVD『MAKE MORE NOIZE―2009 USA TOUR―』を発表した。2007年に続き、再びランシドからの依頼を受け、10月のジャパンツアーにて3か所でサポートを務める。年間ライブ数は57本。
2010年2月、6曲収録のミニアルバム『REVOLT 'N' ROLL』を発表。その直後より、米国テキサスのUSパンクバンドLOWER CLASS BRATSを迎え、全国主要4都市で「REVOLT 'N' ROLL TOUR」を敢行する。3月からは、LAUGHIN' NOSE、COBRAとともに、全国14カ所のカップリングツアー「R＆R CIRCUS 2010」を展開。4月、タワーレコード企画ロックイベント「MAVERICK KITCHEN」出演、7月、格闘技×HIPHOP×PUNK ROCKによるイベント「CENTER JAPAN GLADIATOR!!」出演、8月、「ロッケンローサミット2010〜渋谷死闘編〜」出演（9月にフジテレビ、10月にフジテレビCSにてオンエア）。10月には、英国のハードコアパンクバンドG.B.Hの日本ツアー「G.B.H NIPPON TOUR2010―PUNK JUNKIES」ファイナルを、11月には、同じくUKパンクバンドTHE ADICTSの日本ツアー「THE ADICTS JAPAN TOUR」初日をサポート。11月2日、先のツアーのファイナルを収録したDVD『R＆R CIRCUS』が「AAレコード」から発売。12月～2011年2月、RADIOTSとの2 Man Tour「TWO SIDE VORTEX」を全国12カ所で展開。年間ライブ本数は64本。3月17日から「SA facebook」、6月30日から不定期メルマガ「SA Mail Magazine」スタート。
2011年TAISEIソロプロジェクト当時の楽曲を現メンバーで再録したセルフカバーミニアルバム『TIME TO BE PROUD』を、1月にリリース。先行販売分が早々に完売し、正式リリース前に追加プレスを依頼。同月から、SA×タワーレコードによるコラボ・フリーペーパー「MONTHLY SA-ZINE『TOWERMOV（タワモヴ）』」を月1回、12号まで配布（12年3月終了）。2月、その連動企画として、タワーレコードオフィシャルサイト内に、特設ページ「TOWERMOV_NET」開設。同月、YouTubeにSAチャンネル「akasamuraiattack」開設。3月31日～4月3日、台湾最大規模の野外音楽フェスティバル「春天吶喊(Spring Scream) 2011」出演を含めた震災チャリティショートツアー「ピープルズレコーズ 中華民国（台湾） ツアーVol.17『Pray for Japan ― 送愛到日本』」の、台北、台中ライブに出演。同タイミングで台湾の大手レーベルである「Himalaya Records／GAMAA MUSIC」と契約し、「SA aka. Samurai Attack」名義で、台湾盤ベストアルバム『Japan's Barking』を5月に現地リリース。12月には、再び、台中での大型ロックフェス「2011搖滾台中樂團節（Rock'in Taichung 2011）」にメインアクトとして招聘される。国内では、5月、「MAVERICK KITCHEN VOL.3」（6月にCS/CATV「MTVオビザラス」にてオンエア）、「LONDON NITE Special」などに出演。5月リリースのYOSU-KO（COBRA）セレクションによるコンピレーションアルバム『Oi Of JAPAN 2』に参加。6月、新曲3曲収録シングルと台湾ツアーのライブDVDをカップリングした『KIDZ IGNITE』をリリース。同月、リリースツアー「KIDZ IGITE TOUR 2011」を全国8カ所で展開。仙台公演前日に、タワーレコード仙台パルコ店にて、SA初のアコースティックによるインストアライブ開催。7月、THE STAR CLUBとSAの東名阪対バンツアー「地下室のフレンジー」。9月、「ロッケンローサミット2011～渋谷死闘編～」、10月、「岩手三陸復興支援LIVE BRAVE FIST FESTA IN 宮古」、11月、「PUNK LIVES! FESTIVAL 2011」出演（12年3月にフジテレビNEXTにてオンエア）。10月にフルアルバムとしては約3年4カ月ぶりとなる『SWEET LITTLE FLAMES』を発表後、12年初頭にかけてアルバムツアー「SWEET LITTLE FLAMES TOUR」を全国15カ所で展開。年間ライブ数は68本。
2012年現メンバーとなって10周年。1月21日、恵比寿リキッドルームにて「SWEET LITTLE FLAMES TOUR」ファイナル（2月にスペースシャワーTV「モンスターロック」にてオンエア）。当日は、リキッドルーム2Fアトリエにて、撮影チームINSTANT SOULによる「SAフォトギャラリー」開催。3月9日〜4月のタワーレコード「No Music, No Life.」のポスターに起用される。併せて、3月にタワーレコード限定シングル『NO MUSIC, NO LIFE.』を3000枚限定で発表（完売）。3月某日、MV「誰かのROCK AND ROLL」撮影のため、新宿駅前にて路上ゲリラライブ決行。4月20日からNAOKIがメインMCを務めるタワーレコードUstream音楽番組「NAOKI（SA）のBar ボイラールーム」の生配信スタート（毎月1回不定期生配信）。6月、SWEET LITTLE FLAMES TOURファイナルの完全ノーカットDVD『6, 4, 2＆1×10』リリース。同年から、かつて展開していた少数精鋭による対バン自主企画「BIG TOP」を復活し、3月には怒髪天とTHE BOHEMIANS、6月にはTHE MACKSHOWと対バン、9月にはザ50回転ズを対バンとして誘い、BIGTOP番外編・全国ロックンロール行脚「日本全国かかってこいや!ツアー」を全国7カ所で開催。5月、「MAVERICK KITCHEN VOL.4」、6月、岩手県大槌町で開催された「おおつちありがとうロックフェスティバル」出演。6～7月、全国10カ所ツアー「ALL MASTER BEATS 2012」展開。7月21日、北海道の大型野外ロックフェスティバル「JOIN ALIVE」に出演。また、8月1日リリースの矢沢永吉デビュー40周年アルバム『Last Song』に、TAISEIが馬渕太成名義で歌詞提供。全11曲収録中、5曲を担当。そのなかの「IT'S UP TO YOU!」は、MVに採用されているほか、同年5月にNHK総合で生放送された 東京スカイツリーのこけら落としライブ、同年の「第63回NHK紅白歌合戦」にて矢沢永吉が歌唱。10月、「ECHOES2012」出演。同月、タワーレコード新宿店14th BIRTHDAY×SA10周年記念企画「境界突破の感謝祭!!」を10周年記念料金の1000円で開催。11月に6曲収録の10周年記念ミニアルバム『境界突破のラプソディ』を発表。11月～13年1月、リリースツアー「RUN SA RUN 2012-2013」を全国10カ所11公演実施。
2013年カナダ東海岸のDRUNK PUNKバンドTHE LUCKY ONESの呼びかけにより、カナダ・アメリカ・オーストラリア・日本の4カ国から各1バンド5曲ずつ参加する4バンドスプリットアルバム『UNITED! UNDIVITED!』に参加。4月30日に世界4カ国一斉リリース。5～6月、1日目を「SALLY NIGHT」、2日目を「ALLY NIGHT」と銘打ち、初の試みとなる全46曲重複曲一切なしの各地2daysツアー「ALL MASTER BEATZ 2013―TWO FACE TOUR」を全国6カ所にて敢行。3月は勝手にしやがれ、7月はKen Yokoyama、10月はBRAHMANを対バンに迎えて「BIGTOP2013」開催。さらに11～12月、10代のパンク／ロックンロールバンドをオープニングアクトとして募集した「BIGTOP TOUR 2013―Roll the generation―」を全国5カ所で展開。5月、「MAVERICK KITCHEN VOL.5」出演（6月にフジテレビNEXT「ライブ・プレミアム」にて3時間放送。リピート放送あり）、7月、「おおつちありがとうロックフェスティバル 2013」、8月、「PUNK LIVES! FOREVER 2013」、9月、盛岡市「いしがきMUSIC FESTIVAL 2013」、10月、新木場「ECHOES」出演。9月、英国のパンクバンドUK SUBSの「JAPAN TOUR 2013」のサポートアクトを務める。9月、ボイラールームのゲスト出演が縁で箭内道彦が実行委員長を務める野外フェス「風とロック 芋煮会 2013」に、NAOKIがアコースティックライブ出演。10月、SHOHEIがカナダにてTHE LUCKY ONESとともにレコーディングしたシングルがiTunesで配信開始。SHOHEIの作詞・作曲・ドラムによる2曲。11月、KENのウェブサイト「NEMOKENドットコム」開設。同月、DVD『PUNK LIVES! FOREVER 2013 AT CLUB CITTA' KAWASAKI』が「PUNK LIVES!」から発売。12月、「LONDON NITE X'mas Special 2013」出演。同月から、2年半ぶりのフルアルバムの制作開始。
2014年1月1日より公式ウェブサイトTOPページ動画にて「SATV」スタート（不定期更新）。2月2日、名古屋でのTHE STAR CLUBとの対バン「THE STAR CLUB GIGS 2014"IMPACT ON THE FUTURE"VS TOUR」を皮切りにライブ活動スタート。同月16日～3月22日、RADIOTSとのカップリングツアー「2 SIDE VORTEX TOUR 2014」を全国8カ所で敢行。4月2日、2年半ぶり、7作目のフルアルバム『THE SHOW MUST GO ON』リリース。同月6日～5月31日、全国14カ所でアルバムリリースツアー「TOUR THE SHOW MUST GO ON」実施。6月7日、幕張メッセ「SATANIC CARNIVAL'14」、7月6日、京都「京都大作戦2014～束になってかかってきな祭!～」出演。7月12日、恵比寿リキッドルームにて、バンド生誕30周年ならびに現メンバーとなって13年目を記念したワンマンイベント「“THE SHOW MUST GO ON”SPECIAL ―THIRTY x THIRTEEN BASH!!―」開催。08月09日、岩手県大槌町「おおつちありがとうフェスティバル2014」、同月29日、大分「PIRATE SHIP 2014“SKOAL”」、10月11日、広島・呉「超・神田ナイト～キャノンボール・フェスティバル 2014」出演。10月7～8日、RADIOTSとのカップリングライブ「2 SIDE VORTEX 札幌2days」、同月18～19日、盟友LAUGHIN' NOSEらとともに山形2days LIVE実施。同月22日～11月12日、全国5カ所にて「BIGTOP TOUR 2014」開催。11月26日、7月に行った記念ワンマンイベントの模様と歴代の全MVを収めた2枚組DVD『THIRTY×THIRTEEN BASH!! -TOUR THE SHOW MUST GO ON SPECIAL-』発売。また、同DVDリリース当日の深夜0時のSAウェブサイト、並びにリリース記念イベントにおいて、2015年7月11日に東京・日比谷野外大音楽堂にて初のワンマンライブを開催することを発表。なお、同日、SA初の野音ワンマンをバックアップするプロジェクトとして、怒髪天を公式サポーター団長とする「SAコムレイズかかってこん會」が立ち上げられた。年間ライブ数は、12月末までで52本（予定含む）。

## ディスコグラフィ

### フル・アルバム
YOU MUST STAND UP MY COMRADES　（2000年10月25日）　Sub Mission/music mine
TAISEIソロプロジェクト時代のアルバム作品。1stソノシート『I GET POSITION』収録の5曲のリマスタリングに、当時の曲を再録した7曲、書き下ろしの新曲をカップリング。河口純之助（元THE BLUE HEARTS）プロデュース。現DESSERTのJun Grey、THE COLTS、DJ COBRAらがゲスト参加。13曲収録。
GREAT OPERATION　（2002年7月20日）
02年初頭、バンドとして再結成した新生SAによる初CDかつ1stフルアルバム。TAISEIがソロ時代に築き上げた男臭くシンガロングなスタイルに、バンドとなった厚みが加わった作品。スローナンバー「LOOK UP TO THE SKY」を含む11曲収録。全編英語詞。
MATCHLESS ATTACK!　（2004年6月2日）
約2年ぶりとなるフルアルバム。「まずは野獣性がないとダメだと思った。この4人で最初に始まった時のエネルギー、『ぜってぇー負けねぇ!』っていう思いとか、いい意味のヤケクソ感とかさ。詞の中で言ってる『小さくまとまる器じゃねぇ』ってキーワードは、自分らに言ってる気もするんだよね」（TAISEI）。「本当に最初の頃に目指してたようなCD、音を作ろうって」（SHOHEI）。14曲収録。
PRIMAL YELL　（2006年4月5日）
「ROCK'N ROLLの持つカッコ良さ」をキーワードに制作。「はじめてロックンロールに触れた時の手触りというか感触、ウワーっていう音楽ってあるじゃん?そんなアルバムにしたかった」（TAISEI）。前年リリースのCD BOOK『PERFECT SA MAGAZINE "mov!"』に収録されていた「DELIGHT」の再録を含む12曲収録。
VANDALS BOP　（2008年7月2日）
「VANDALS」とは、「芸術・文化などの無法な破壊者」の意。重厚なアメリカンロックからR＆R、ロカビリー、ハードコア、スカ、ダンスビートまで、パンクバンドでありながら、パンクロックの枠を超えた多彩なサウンドを展開。SAの新たな一歩となった作品。13曲収録。
SWEET LITTLE FLAMES　（2011年10月26日）
フルアルバムとしては約3年4カ月ぶり。その間に数々のミニアルバムやDVDのリリース、全米ツアー、台湾デビュー＆ツアーなどを行ってきた、その蓄積を反映。また、歌詞には、東日本大震災を経て生まれた思いが表現されているという。ミディアムテンポのパンクロックナンバーも多い。シングル曲「KIDZ IGNITE」のリミックスバージョンを含む11曲収録。
THE SHOW MUST GO ON　（2014年4月2日）
「THE SHOW MUST GO ON」とは、直訳すれば「ショウは続けなければならない」。転じて、「ここでやめるわけにはいかない」、「後戻りはできない」、「何があっても最後までやり抜くしかない」といった意の口語。「ライブでよく言う『ジャンルはSA!』っていうのをやっと形に出来たような気がする。自分でケツを拭ける作品が出来たと思ってる」（TAISEI）。誕生して30年、現メンバーになって13年目となったSAの集大成であるとともに、さらなる決意と覚悟が込められた一枚。10曲収録。2014年4月14日付oriconインディーズ〈アルバム〉週間ランキング2位。

### ミニ・アルバム
STIFF UPPER LIP　（2003年3月31日）
今作から全曲にわたり日本語詞が散りばめられている。「この作品はコンセプトとかじゃなくて、ライブの流れで作った感じはするな」（NAOKI）というように、「サマー ホリデイズ スカイ」「NAUGHTY BOYS」など、現在でもライブの定番曲となっている楽曲も多い。ボーナストラックを含む9曲収録。
BEYOND I　（2007年6月6日）
レコーディングは、プロデューサーとしても名高い佐久間正英のドッグハウススタジオで行い、マスタリングは、バーニー・グランドマン マスタリングスタジオの前田康二。さらにリード曲「SONG FOR THE LOSER」のPVは、映画『ALWAYS 三丁目の夕日』のCGを手がけた白組が制作。パンクロックバンドSAの魅力がダイレクトに伝わる8曲を収録。「SAのポジションと言うか立ち位置みたいなものが見えた」（TAISEI）。
GO BARMY KIDS　（2009年4月8日）
パンクロックナンバー3曲に、エディ・コクラン「JEANIE JEANIE JEANIE」のカバー、DVDのみの収録曲だった「CALLIN' YOU」、80年代中期SA時代のバラード「WORKING MAN」のリメイクを含む6曲収録ミニアルバム。2008年夏に展開したVANDALS BOP TOURのライブDVDとの2枚組。
REVOLT 'N' ROLL　（2010年2月3日）
初の全米ツアー、さまざまなビッグフェスへの出演、RANCIDジャパンツアーの2度目のサポートアクトなどを経て、改めてSAの原点に立ち返った直球のパンクロック作品。「1曲目から6曲目までがひとつの物語になってるんだよ。そういう流れのあるアルバムが作りたかったんだよね」（TAISEI）。6曲収録。
TIME TO BE PROUD　（2011年1月19日）
TAISEIソロプロジェクト時代の楽曲を現メンバーで再録したセルフカバーアルバム。7曲収録。（タワーレコード限定）
境界突破のラプソディ　（2012年11月7日）
現メンバーとなって10周年、そのアニバーサリーイヤーの最後の祝砲としてリリースされたミニアルバム。クラウドサーファーが続出しそうな爆裂パンクナンバー、大合唱必至のシンガロングナンバー、思わず涙するロックバラードまで、SAならではの楽曲を6曲収録。
hopes　（2023年7月5日）
3年ぶりとなるSA待望のニューアルバムは珠玉の6曲入り。長い闇を抜け閉ざされた扉を蹴り上げたその先には「希望」の音が降り注ぐだろう。ヘイリトルボーイ！ヘイリトル・ガール！俺は君のヒーロー！そしてSAは言うだろう、「さぁ！また立ち上がれ！」

### ベスト・アルバム
ATTACK FROM JAPAN　（2009年3月21日）
09年3月の全米ツアーのマーチャンダイズ用に再編集したベストアルバム。『YOU MUST STAND UP MY COOMRADES』から1曲、「（GOOD BYE）SHINING FIELDS」のライブバージョンを含めた全21曲収録。

### ライブ・アルバム
LIVE FROM FAR EAST SESSIONS　2006 PRIMAL YELL TOUR LIVE BEST ALBUM　（2006年11月3日）
06年PRIMAL YELL TOURのライブ音源を各地からピックアップして再構成したライブアルバム。全18曲収録。

### 海外アルバム
SAMURAI ATTACK!　（2004年9月4日）　ANAGRAM RECORDS
英国インディーズの大手「チェリーレッド・レコード」のパンク専門レーベル「ANAGRAM」からリリースされたSA初の海外作品。国内未発表曲2曲を含む20曲収録のヨーロッパ盤ベストアルバム。アーティスト名義は、「S.A.（Samurai Attack）」。
Japan's Barking　（2011年5月5日）　GAMAA MUSIC
台湾の大手レーベル「GAMAA MUSIC」からリリースされた台湾盤ベストアルバム。15曲収録。アーティスト名義は、「SA aka. Samurai Attack」。
UNITED! UNDIVITED!　（2013年4月30日）
カナダ東海岸のDRUNK PUNKバンドTHE LUCKY ONESの呼びかけにより制作された世界4カ国4バンド（各5曲）によるスプリットアルバム。世界同時リリース。SAは「OVER COME」、「WALL OF BRICKS」（以上新曲）、「runnin' BUMPY WAY」、「GO BARMY KIDS」（以上再録）、「（GOOD BYE）SHINING FIELDS」の5曲を収録。

### シングルCD
I GET POSITION　（1985年7月31日）　CLUB THE STAR
SA初の音源となったソノシート。初回プレスのみで2000枚を完売。当時、『DOLL』誌の記事「'85年ベスト＆ベスト発表!!」で、「ブライテスト・ホープ邦楽部門」の1位に。現在は、アルバム『YOU MUST STAND UP MY COMRADES』に収録。5曲収録。
YOUTH ON YOUR FEET　（2000年6月1日）　Sub Mission/music mine
TAISEIソロプロジェクト時代のマキシシングル。『Oi of JAPAN』収録の2曲、新録音によるタイトル曲、未発表の84年のデモ音源と86年のライブ音源の5曲収録。
WHO'S THE NEXT UPSTART？　（2002年11月8日）
現メンバーとなっての2nd作品。シングルとしては1枚目。タイトル曲「WHO'S THE NEXT UPSTART?」は、ゲストミュージシャンによるホーンやピアノが入った軽快なロックンロールナンバー。カップリングの「BORSTAL BREKOUT」はSHAM69の代表曲をカバー。「DON'T DENY, GIVE IT A TRY!!〈REMIX〉」はWRENCHのシゲ（Vo）がリミックスを手がける。3曲収録。
KIDZ IGNITE　（2011年6月1日）
「前進!」をテーマに制作。SA流の震災復興支援ソングでもあるタイトル曲「KIDZ IGNITE」を含む3曲収録シングルと、台湾最大規模の野外音楽フェス「Spring Scream 2011」でのライブ映像をメインに台湾での様子を収めたDVDとの2枚組。
NO MUSIC, NO LIFE.　（2012年3月21日）
「NO MUSIC, NO LIFE.」をテーマにしたタワーレコード限定のワンコイン（500円）シングル。「圧倒的に楽しくて完全にハッピーな楽曲」とSA自身が言う50's～60's風ロックンロールナンバー。1曲収録。3000枚限定。

### オムニバスアルバムCD
Oi of JAPAN　（1986年1月1日）　AAレコード
COBRAのYOSU-KOプロデュース。10バンド16曲収録。LP盤。SA「NOTHINGNESS」、「YOUTH ON YOUR FEET」
NEVER MIND....WHO CARES　（2001年4月25日）　SCARY FACE
パンク色の強いバンドがハードロック／ヘヴィメタルをカバーした企画アルバム。SA「WE'RE NOT GONNA TAKE IT」（トゥイステッド・シスター）
KOREA-JAPAN PUNK ROCK FESTIVAL 2001 LIMITED EDITION　（2001年8月1日）　ディスク・ユニオン
01年9月2日に渋谷オンエアイーストで行なわれたイベント「CONTACT 2001 KOREA-JAPAN PUNK ROCK FESTIVAL」を前にリリースされた限定オムニバス盤。SA「YOUTH ON YOUR FEET」
LONDON NITE 4 "OLD＆NEW FRIEND-UNITY"　（2001年9月27日）　イーストウエスト・ジャパン
ロンドンナイトのコンピレーションアルバム。大貫憲章が選んだ“男くさく、熱い、カッコイイ”バンド16組をラインナップ。SA「NOTHINGNESS」
THE BLUE HEARTS 2002 TRIBUTE　（2002年8月28日）　ユニバーサルJ
THE BLUE HEARTSのトリビュート・アルバム。全14バンド14曲収録。SA「TOO MUCH PAIN」
BPR5000 BURST TRACKS　（2003年3月26日）　ロードランナー・ジャパン
FM音楽番組「BPR5000」から生まれたコンピレーションアルバム。リスナーからのリクエストを参考に18バンドの楽曲を収録。SA「DON'T DENY, GIVE IT A TRY!!」
BREAK GATE CD　不良ロック編　（2003年4月23日）　ブレイクゲート
アーティストの発掘・開発を目指すプロジェクト「BREAK GATE」のコンピレーションアルバム。SA「STAY STRONG」
"TIGER HOLE RANGE SPLIT 7" SERIES VOL.13 SA&ROBIN　（2003年5月23日）　TIGER HOLE RANGE
ROBINとのスプリットEP。収録曲／SA「サマー ホリディズ スカイ」、ROBIN「King of Boogie Night」
SMELLZ LIKE…～a tribute to ×××××××～　（2003年6月21日）　ユニバーサル
ニルヴァーナのトリビュートアルバム。SA「TERRITORIAL PISSINGS」
THE MODS TRIBUTE ALBUM SO WHAT!! Vol.2　（2006年6月21日）　EPIC RECORDS
全12バンドによるザ モッズのトリビュートアルバム。SA「LET'S GO GARAGE」
Oi Of JAPAN 2　（2011年5月20日）　AAレコード
COBRAのYOSU-KOセレクトの12バンド12曲収録。SA「YOUTH ON YOUR FEET」（LIVEテイク）

### DVD
WALLSAND RED LIGHTS　（2004年12月24日）
04年8月11日に渋谷クワトロで行われたMATCHLESS ATTACK! TOURファイナルライブとPV映像3曲を収録。バックステージ映像なども含め、約150分のドキュメントDVD。
THE SPECTER ON MY TRAIL～2006 PRIMAL YELL TOUR FINAL　（2006年12月20日）
06年のPRIMAL YELL TOUR、恵比寿リキッドルームでのファイナルの模様をほぼノーカット収録したライブDVD。本編に盛り込まれたテーマにちなんだショートストーリーや、別チャプターのおまけ映像付き。ノンプロモーションながらタワーレコードのDVDチャート8位を記録。
An original film CALLIN' YOU Derived from the BEYOND I TOUR　（2008年1月23日）
「ガキの頃に観たPUNK ROCK／ROCKN'ROLL MOVIEの衝撃を再現したい」――そんな発想から生まれたというDVD。本作で初公開となる新曲「CALLIN' YOU」の歌詞からイメージしたというショートムービー「An original film CALLIN' YOU」、テーマを持って撮影＆編集したというライブ映像集「More Lives」、地方のライブ映像やPV、レコーディング映像を収録した特典映像集「Extra」の3つのコンテンツで構成。
GO BARMY KIDS　（2009年4月8日）
08年夏に展開したVANDALS BOP TOURのライブDVD。パンクロックナンバー3曲に、エディ・コクラン「JEANIE JEANIE JEANIE」のカバー、DVDのみの収録曲「CALLIN' YOU」、80年代中期SA時代のバラード「WORKING MAN」のリメイクを含む6曲収録ミニアルバムとの2枚組。
MAKE MORE NOIZE―2009 USA TOUR―　（2009年9月2日）
総移動距離1万410km、最大温度差40℃、9日間で8本のライブという過密スケジュール、そして観客はすべてSAを初めて目にする外国人……。09年3月、SA初の全米ツアーの全貌を追ったドキュメント作品。各会場でのライブを1曲ずつ収めたボーナス映像を含め、全2時間半を超えるボリューム。
KIDZ IGNITE　（2011年6月1日）
　台湾最大規模の野外音楽フェス「Spring Scream 2011」でのライブ映像をメインに台湾での様子を収めたDVDと、SA流の震災復興支援ソングでもあるタイトル曲「KIDZ IGNITE」を含む3曲収録シングルとの2枚組。「前進!」をテーマに制作。
6, 4, 2＆1×10～2012.1.21 SWEET LITTLE FLAMES TOUR FINAL 　（2012年6月6日）
12年1月21日、SWEET LITTLE FLAMES TOURのファイナル、恵比寿リキッドルームでのライブをノーカット収録。2時間にわたるライブDVD。

### オムニバスDVD
R＆R CIRCUS―TOUR FINAL at 2010.5.6 SHIBUYA ON AIR EAST　（2010年11月2日）　AAレコード
LAUGHIN' NOSE、COBRA、SAの3バンドによるR＆R CIRCUS TOURのファイナル、10年5月6日渋谷O-EASTでのセットリストを完全収録。
PUNK LIVES! FOREVER 2013 AT CLUB CITTA' KAWASAKI　（2013年11月6日）　 PUNK LIVES!
13年8月11日に川崎クラブチッタで開催された真夏のパンクフェス最終章「パンクリブス!フォーエバー2013」DVD。全10バンド25曲収録。SA「サマー ホリデイズ スカイ」、「KIDZ IGNITE」、「DELIGHT」

### ビデオ
6, 4, 2＆1　（2002年7月13日）
1000本限定でリリースされたSA初のビデオ作品。新生SAとなって以降の映像で構成され、「DON'T DENY, GIVE IT A TRY!!」のビデオクリップ、5曲のライブ映像、メンバーのオフショットを収録。新宿タワーレコードのビデオチャート1位に。VHS。
STIFF UPPER LIP TOUR　（2003年9月10日）
03年のSTIFF UPPER LIP TOURのライブ映像に加え、ツアー中のメンバーのオフショット、インタビューなどを収録したSA2本目の映像作品。VHS。

### CD BOOK
PERFECT SA MAGAZINE "mov!"　（2005年8月6日）
撮り下しフォト、各種インタビュー、完全ヒストリー、歴代衣装カタログ、ゲストとメンバーとの1対1の対談などによるSA初のCD付きアーティストブック。「DON'T DENY, GIVE IT A TRY!!」、「GET UP! WARRIORS」のバンドスコア掲載。CDには、現在もライブの定番曲である「runnin' BUMPY WAY」、「ラヴァーズ・コンチェルト」で知られるJ。S。バッハの「メヌエット ト長調 BWV Anh.II/114」をパンクロックにアレンジした「DELIGHT」、「FIGHT BACK TEARS」、エルヴィス・コステロの同名曲のカバー「PUMP IT UP」の4曲を収録。

### ミュージック・ビデオ
- DON'T DENY, GIVE IT A TRY!!　（2002年）　『GREAT OPERATION』収録曲
- CLIMBER'S SONG　（2003年）　『STIFF UPPER LIP』収録曲
- GET UP! WARRIORS　（2004年）　『MATCHLESS ATTACK!』収録曲
- ROCK'N ROLL BELIEVERS　（2006年）　『PRIMAL YELL』収録曲
- SONG FOR THE LOSER　（2007年）[註 12]　『BEYOND I』収録曲
- RAVE UP TONIGHT　（2008年）　『VANDALS BOP』収録曲
- YOUTH ON YOUR FEET　（2011年）　『TIME TO BE PROUD』収録曲
- KIDZ IGNITE　（2011年）　『KIDZ IGNITE』、『SWEET LITTLE FLAMES』（リミックスバージョン）収録曲
- RALLY‐HO!　（2011年）　『SWEET LITTLE FLAMES』収録曲
- I'M ON FIRE　（2012年）　『SWEET LITTLE FLAMES』収録曲
- NO MUSIC, NO LIFE.　（2012年）　『NO MUSIC, NO LIFE.』収録曲
- 誰かのROCK AND ROLL　（2012年）　『SWEET LITTLE FLAMES』収録曲
- さらば夜明けのSkyline　（2012年）　『境界突破のラプソディ』収録曲
- RUNNING BLITZ　（2014年）　『THE SHOW MUST GO ON』収録曲

## タイアップ一覧
| 使用年 | 曲名                        | タイアップ                                                           |
| ------ | --------------------------- | -------------------------------------------------------------------- |
| 2008年 | RAVE UP TONIGHT             | テレビ東京系『怒りオヤジ3』エンディングテーマ                        |
| 2016年 | START ALL OVER AGAIN!       | フジテレビ系『魁!音楽の時間』1月度エンディングテーマ                 |
| 2016年 | ピーハツグンバツWACKY NIGHT | テレビ神奈川『音楽缶』10月度テーマソング                             |
| 2017年 | MY ONLY LONELY WAR          | テレビ神奈川『音楽缶』9月度テーマソング                              |
| 2017年 | MY ONLY LONELY WAR          | テレビ東京系『おしゃべりオジサンと怒れる女』10月度エンディングテーマ |
| 2018年 | 赤い光の中へ                | テレビ神奈川『音楽缶』4月度テーマソング                              |

## 個人活動

### TAISEI

#### 歌詞提供
2012年8月1日リリースの矢沢永吉デビュー40周年アルバム『Last Song』に、TAISEIが馬渕太成名義で歌詞提供。矢沢アルバム初参加でありながら全11曲収録のうち、アルバムの半数ともいえる5曲を手掛ける。曲目は「IT'S UP TO YOU!」（第一興商「LIVE DAM」CMソング）、「翼を広げて」（映画「デンジャラス・ラン」日本版イメージソング）、「BUDDY」、「吠えろこの街に」、「サンキューMy Lady」。作曲はすべて矢沢によるもの。
「IT'S UP TO YOU!」は、2012年9月1日に行われた横浜・日産スタジアムでの矢沢永吉40周年記念ライブ「BLUE SKY」のオープニング1曲目、同年11月7日からのコンサートツアー「JAMMIN' ALL NIGHT」のアンコール1曲目にも選ばれている。
更に「IT'S UP TO YOU!」はアルバム収録曲でありながらミュージック・ビデオが制作されているほか、メディアでも取り上げられ、2012年5月12日にNHK総合で生放送された特別番組「スカイツリーの魅力 すべて見せます」内での東京スカイツリー展望デッキからのこけら落としライブでアルバム発売前ながら披露された。更に同年12月31日放送の「第63回NHK紅白歌合戦」にもサプライズ登場の上、歌唱している。
2013年5月15日リリースの矢沢自身の選曲による初のオールタイム・ベスト・アルバム、『矢沢永吉 ALL TIME BEST ALBUM』にも「IT'S UP TO YOU!」が収録された。初回限定盤の特典DVDには同曲のMVも収録。
2019年9月4日リリースの矢沢のアルバム『いつか、その日が来る日まで…』にも、TAISEIが「ラヴ・イン・ユー」の作詞を提供している。

#### アルバム参加
2010年7月28日リリースのジョニー・サンダース・トリビュートアルバム『ジョニー・サンダース・トリビュート　プラグド・イン―プラグド・アウト』（ヴィヴィド・サウンド）に、RED MOTELのTAKA5H1と組んだ「The Brixton Revolver」というプロジェクト名で参加。

#### DJ
- 2010年4月10日、新宿CLUB WIRE「HANKY PANKY 3rd ANNIVERSARY」に出演。
- 2010年7月10日、渋谷チェルシーホテルでのCOBRAのワンマンライブに出演。
- 2010年9月11日、新宿CLUB WIRE「TOKIO RIOT vol.5」に出演。
- 2010年10月15日、新宿CLUB WIRE「WIRE 15th ANNIVERSARY」に出演。
- 2010年11月19日、六本木のソノラ「日本語ロックナイト」に出演。
- 2011年2月19日、岡崎ラグスロー「―吠えあげろ!―」に出演。
- 2011年2月26日、渋谷オルガンバー「URASUJI.」に出演。
- 2011年5月14日、新宿CLUB WIRE「The TOKIORIOT 1ST ANNIVERSARY SPECIAL」に出演。
- 2011年7月2日、名古屋KG's BARに出演。
- 2011年11月25日、下北沢シェルターでのイギリス人2MANライブ（with JUNIOR）に出演。

#### ラジオ
- GIFU JAM「Bright side of life」（FM GIFU、2019年4月-）

#### その他
DVD『Bollocks TV Vol.02』（2013年12月27日）「DIG IT THE REBELS!」出演。

### NAOKI

#### MC
2012年4月20日からスタートしたタワーレコードUstream音楽番組「NAOKI（SA）のBar ボイラールーム」のメインMCを担当。

#### アコースティック・ライブ
2013年7月14日、博多スタンドバップに出演。
2013年8月9日、渋谷クロールに出演。2013年9月22日、福島・猪苗代での野外フェス「風とロック芋煮会2013」に出演。

#### ライブ出演
- 2010年1月24日、新宿ロフトでの「仲野茂生誕50周年記念」でセッション参加。
- 2010年6月25日、南青山red shoesでの沢田研二のカバーライブ「SAWADA ROCKS」にゲスト出演。
- 2010年12月4日、浅草銀幕ロックでの「浅草ドラフターズ2010」に出演。
- 2013年8月24日、下北沢シェルターでのWDRS（ワンダラーズ）ライブにゲスト出演。
- 2013年11月9日、大阪・十三ファンダンゴでのWDRS（ワンダラーズ）ライブにゲスト出演。
- 2014年1月2日、新宿ロフトでの「1月2日に新宿ロフトでやってやる!恒例!仲野茂誕生会&大新年会」に、石坂マサヨ、カタル、コバンとのセッション参加。
- 2014年8月2日、福岡CBでの「D.R.P PRESENTS“DEAD ROCK DAY 2014 SPECIAL番外編”～D.R.P 10th ANNIVERSARY～」に、SSB（スーパーセッションバンド）[註 15]として出演。当夜のバンドメンバーは、HIKAGE〈THE STAR CLUB〉、NAOKI〈SA〉、PON〈LAUGHIN' NOSE〉、Ki-Yan〈COBRA〉

### SHOHEI

#### 楽曲配信
2013年10月30日、カナダにてTHE LUCKY ONESとともにレコーディングしたシングルがiTunesで配信開始。収録曲は、「Shout! (feat. Shohei)」、「Round and Round (feat. Shohei)」。両曲とも、SHOHEIが作詞・作曲・ドラムを担当。

#### ライブ出演
2011年6月24日、新代田フィーバーでのROBINの解散ライブにゲスト出演。

### その他
2014年3月1日、元THE MODSの梶浦雅裕（Dr）の誘いにより、和歌山シェルターでの「THE ROCK MEETING」にTAISEI、NAOKIがゲスト出演。
2014年3月19日公開MV「恋するフォーチュンクッキー Rock Musician Ver.」にNAOKI、SHOHEIが出演。
DVD『Bollocks TV Vol.03』（2014年5月下旬発売予定）にTAISEI、NAOKIが出演。

## NAOKI（SA）のBar ボイラールーム
2012年4月20日から始まった、NAOKIがメインMCを務めるタワーレコードUstream音楽番組。THE MODSやアナーキーなどパンクロック界の大御所からLAUGHIN' NOSEや怒髪天、また、OKAMOTO'S、Droog、爆弾ジョニーといった若手まで、毎回2～3組のミュージシャンがゲスト出演し、ともに酒を飲みながら、ゲストのプロフィールや近況から、新作や活動の紹介、秘話や裏話まで、時に配信危険発言を交えながらのトークをリアルタイム配信する。中学時代はフォークソング部だったというNAOKIが、ファイヤーバードをアコースティックギターに持ち替え、ゲストも参加しながらのアコースティックライブコーナー「タワレコ フォークソング部」では、パンクロッカーたちがフォークソングや70～80年代歌謡曲などを歌う姿も見られる。アシスタントMCは、元タワレコスタッフの国広克典。（毎月1回／不定期／21：00～23：00生配信）
- ＃00、＃02～＃20のアーカイブ映像をYouTubeで公開。＃21以降のアーカイブ公開は未定。
- 「2012年Ustream大賞」16位入賞。
- ＃11から、『ねこてそ』[註 22]の著者で手相鑑定士の暁（あかつき）によるゲストミュージシャンの手相鑑定[註 23]がスタート。
- ＃15から、越川和磨（THE STARBEMS）が自ら撮影・編集した映像を流す新コーナー「新大阪でオネエ走り」がスタート。

### コンテンツ一覧
＃00　2012年3月30日YouTube公開
配信開始に先駆けてYouTubeで公開されたNAOKIと国広克典によるパイロット版。
＃01　2012年4月20日配信
ゲスト：増子直純（怒髪天）
＃02　2012年5月25日配信
ゲスト：locofrank / カタヤマヒロキ＆荒金祐太朗（Droog）
＃03　2012年6月28日配信
ゲスト：大木温之（The ピーズ） / KATSUO&MASAYA（THE CHERRY COKE$）
＃04　2012年7月31日配信
ゲスト：上原子友康（怒髪天） / マツキタイジロウ（SCOOBIE DO） / タワーマスク / 富士山富士夫（ex. 毛皮のマリーズ）
＃05　2012年8月30日配信
ゲスト：仲野茂 / KOMATSU&KOBA（COKEHEAD HIPSTERS）
＃06　2012年9月28日配信
ゲスト：HATANO（Hawaiian6） / TOMMY MACK（THE MACKSHOW）
＃07　2012年10月26日配信
ゲスト：森山達也&佐々木周（THE MODS） / TAISEI（SA）
＃08　2012年11月29日配信
ゲスト：ザ50回転ズ / AKIRA＆高橋浩司（HARISS）
＃09　2012年12月21日配信
ゲスト：佐々木亮介（a flood of circle） / 伊藤雄和&JUNDO（OLEDICKFOGGY）
＃10　2013年1月31日配信
ゲスト：OKAMOTO'S / 冷牟田竜之&ウエノコウジ&青木ケイタ（DAD MOM GOD）
＃11　2013年2月18日配信
暁（あかつき）によるゲストの手相鑑定がスタート。
ゲスト：磯部正文&平林一哉（HUSKING BEE） / KYONO&TORUxxx（T.C.L）
＃12　2013年3月25日配信
ゲスト：金井政人&リアド偉武&柿沼広也（BIGMAMA） / 能野哲彦
＃13　2013年4月30日配信
タワーレコード企画ロックイベント「MAVERICK KITCHEN vol.5」を5月4日に控え、出演バンドによる座談会。
ゲスト：平田ぱんだ&ビートりょう（THE BOHEMIANS） / JUNICHILOW&NANA GNAR GNAR（THE PRISONER） / KASUGA（MOSQUITO SPIRAL） / シズヲ（シズヲバンド）
＃14　2013年5月30日配信
ゲスト：仲野茂&藤沼伸一（アナーキー） / 日高央&越川和麿（THE STARBEMS）
＃15　2013年6月20日配信
越川和磨（THE STARBEMS）の新コーナー「新大阪でオネエ走り」スタート。
ゲスト：KATSUO&HIROMITSU&TOMO（THE CHERRY COKE$） / Kozzy Iwakawa
＃16　2013年7月31日配信
ゲスト：佐々木亮介（a flood of circle） / keme
＃17　2013年8月28日配信
ゲスト：爆弾ジョニー / KYONO&YAMADA（T.C.L） / 箭内道彦
＃18　2013年9月22日配信
福島・猪苗代「風とロック芋煮会2013」会場からの出張配信。
ゲスト：TOSHI-LOW（BRAHMAN） / 日高央&越川和麿&高地広明（THE STARBEMS） / 音速ライン
＃19　2013年10月28日配信
ゲスト：真鍋 "Mr.Pan" 崇（THE NEATBEATS） / フジロッ久（仮） / ヒラノノゾミ（BiS）
＃20　2013年11月26日配信
ゲスト：CHARMY&PON（LAUGHIN' NOSE） / カタヤマヒロキ&荒金祐太朗（Droog） / よーかいくん
＃21　2013年12月17日配信
ゲスト：怒髪天 / ハヤシ（POLYSICS）
＃22　2014年1月31日配信
ゲスト：オカモトレイジ（OKAMOTO'S） / 越川和磨（THE STARBEMS）
＃23　2014年2月26日配信
「2013年Ustream大賞」ノミネート圏外という衝撃の現実を受け、MC2人だけによる約60分縮小版の緊急会議。
＃24　2014年3月24日配信
ゲスト：TAISEI(SA) / 津田紀昭&コバヤシケン（KEMURI）
＃25　2014年4月21日配信
ゲスト：イノウエアツシ&ナボ（ニューロティカ） / LOW IQ 01
＃26　2014年5月27日配信
ゲスト：苣木寛之（THE MODS、DUDE TONE） / 伊藤雄和&Misa（OLEDICKFOGGY）
＃27　2014年6月24日21：00～23:00配信予定
ゲスト：未定
番外編　2013年11月15日YouTube公開
「風とロック芋煮会2013　ギター道場」でのNAOKIのアコースティックライブ映像。
セッションゲスト：日高央（THE STARBEMS） / KOHKI（BRAHMAN） / 箭内道彦

## 東日本大震災とSA
2011年3月11日の東日本大震災の翌日、静岡にてライブを敢行した。賛否両論が寄せられる中、同月16日、公式ウェブサイト上に「SAより皆様へ」と題したメッセージを掲載し、ライブを行った理由を説明した。その後、3月12日に行った静岡ライブでの物販売り上げ分を義援金として寄付する。また、タワーレコードオフィシャルサイト内の特設ページ「TOWERMOV_NET」にて、被災地に向けたメンバーのコメントと共に、当日のライブ映像を公開し、被災者に対しての応援だけでなく、これらの行動に共感し、映像を見てその思いに共感する人々に対し、被災地への応援行動へと繋げてほしい旨を呼びかけた。
また、同年4月3日に出演が決定していた台湾の音楽フェス「春天吶喊2011（Spring Scream 2011）」を含めて行われる予定であった台湾ショートツアーを「Pray for Japan - 送愛到日本」と銘打った被災地支援チャリティツアーに変更し、全会場での全ての公演収入と会場で参加者から募った募金を義捐金とし、「台湾の皆さん全員」という名義で日本交流協會台北事務所を通じて被災地域へ寄付した。同年6月、震災後、最初にリリースされたDVD付きシングルCD『KIDZ IGNITE』は、「前進!」をテーマに制作された。その中のタイトル曲「KIDZ IGNITE」は復興支援ソングとしている。さらに、震災から2年後の2013年4月にリリースされた『UNITED! UNDIVITED!』収録の「OVER COME」は、「失われた仲間たちへの追悼と、さらにその先への前進を促すメッセージソング」となっている。
ライブ等から得た義捐金の他に、被災者支援のチャリティグッズとして、特製リストバンドと自曲「CLIMBER'S SONG」を再収録したCDをセットで販売した。CDのジャケットには「FOR THE REVIVER」として、CLIMBER'S SONGの歌詞の一部でもある「DON'T STOP DON'T STAY DON'T WEEP WE GOT THE WAY」というメッセージが記されている。このグッズを、ライブ会場、オンラインストアなどで販売し、その売り上げから製作経費を除いた収益のすべてを義援金として寄付した。2011年内の収益61万9618円は、「日本赤十字社東日本大震災義援金」の口座に振り込み、2012年以降の在庫終了までの収益10万3860円は、「おおつちありがとうロックフェスティバル」にて、寄付先の選定を同フェスの実行委員に依頼した。その後、寄付金は大槌町内の保育園・幼稚園へ花火として贈られ、公式ウェブサイト上に、花火を受け取る子供たちの写真とともにアップされた。また、タワーレコードの継続的な震災復興支援活動「MORE ACTION, MORE HOPE.」の一環として、タワーレコードとSAでコラボレートしたチャリティ缶バッジの製作に協力し、2012年3月21日から全国のタワーレコード各店並びにオンラインストアで販売した。
その他に、SAは各種の被災地支援プロジェクトに協力している。例として、東京都内近郊のライブ会場において、東日本大震災被災地自立支援プロジェクトによる三陸ハンドメイドアクセサリーの販売や、被災地に直接届けるレトルト食品の募集などを行う「NBC作戦本舗」のブースの設置などに協力している。また、2014年3月には「東北ライブハウス大作戦」によって誕生した石巻市のライブハウス「BLUE RESISTANCE」にてライブを行っている。さらに、同プロジェクトから生まれた、宮古市のKLUB COUNTER ACTION MIYAKO、大船渡市のLIVEHOUSE FREAKS、石巻市のBLUE RESISTANCEのライブハウスの壁を、募金協力者の木札によって造り上げていく「木札作戦」に現地に赴いて協力した。同年5月2日、宮古「KLUB COUNTER ACTION MIYAKO」にてライブを開催した。

## ライブ履歴
1984年
12月26日　	岐阜MAGAZINE	「GOSH YOU GIG!!」　　※SA 1stライブ（ワンマン）
1985年
01月　　　　	名古屋	　　　　　※SA 2ndライブ
03月23日　	名古屋ハックフィン	　
04月13日　	名古屋ハックフィン	　
05月26日　	名古屋芸音劇場	　
05月26日　	岐阜CASPER	　FIRST GIFU PUNK FESTIVAL「WHAT'S PUNK？」
11月03日　	名古屋ハックフィン	　「Oi OF JAPAN!」（w/ワンダラーズ、バッド バルチャーズ）
1986年
08月08日　	渋谷LA-MAMA	　「LA.MAMA ALLNIGHT G/G」
08月10日　	名古屋ハックフィン	　「SA vs COCKNEY COCKS」
1987年
03月22日　	名古屋ハックフィン	　「GOOD BYE THANKS MY FRIENDS」　　※SA解散ライブ
04月05日　	名古屋芸音劇場	　「LIVE ' 87 PUNX! Battle Royal vol.4」　　※「タイアキプロジェクト」の名称で出演
1999年
04月04日　	岐阜G‐グルーヴ	　「DO IT PUNK REVIVAL S.A」　　※SA復活ライブ
2000年
06月21日　	原宿アストロホール	　「THE PUNKS ARE BACK IN TOWN!!」（w/COBRA他）
07月08日　	名古屋クラブクアトロ
08月30日　	恵比寿みるく
09月05日　	新宿ロフト
10月14日　	新宿ワイヤー
10月30日　	渋谷エイジア
11月22日　	名古屋ハックフィン
11月24日　	京都ミューズホール
11月26日　	静岡サナッシュ
12月09日　	富山クラブマイロ
12月22日　	秋田サウンドサプライ
12月28日　	岐阜G‐グルーヴ
12月29日　	新宿ロフト
2001年
01月31日　	下北沢シェルター
03月01日　	新宿ロフト
03月10日　	千葉ルック
04月01日　	名古屋クラブオゾン
04月13日　	三軒茶屋ヘヴンズドア
05月05日　	新宿ロフト
05月17日　	新宿ロフト
06月02日　	郡山クラブ ＃9
06月09日　	渋谷オンエアウエスト
06月16日　	新宿アシベホール
06月22日　	渋谷オンエアイースト
07月13日　	静岡サナッシュ
08月21日　	下北沢シェルター
09月02日　	渋谷オンエアイースト
09月22日　	千葉ルック
09月30日　	名古屋ボトムライン
10月02日　	新宿ワイヤー	　「BOO ZEE LOUNGE」
10月07日　	下北沢シェルター
11月16日　	渋谷オンエアウエスト
11月25日　	静岡サナッシュ
11月28日　	渋谷オンエアイースト
12月08日　	渋谷屋根裏
12月28日　	下北沢クラブ251	　　※NAOKI正式加入発表
2002年
02月16日　	下北沢クラブ251	　　※新生SAとしての初ライブ
03月09日　	新宿ウルガ
03月16日　	川崎クラブチッタ
04月01日　	新宿ロフト
04月18日　	渋谷クラブクアトロ
04月20日　	渋谷オンエアイースト
04月21日　	名古屋クラブオゾン
05月17日　	豊橋ラハイナ
05月21日　	新宿ロフト
05月24日　	横須賀カフェラサイエンス
05月26日　	静岡サナッシュ
06月13日　	新宿ロフト
07月07日　	安城夢希望
07月12日　	川崎クラブチッタ
07月26日　	福井チョップ
07月27日　	金沢エイトホール
07月28日　	岐阜G‐グルーヴ
07月29日　	松阪マクサ
07月31日　	和歌山ゲート
08月04日　	下北沢シェルター	　　※『GREAT OPERATION』発売記念ワンマン
08月09日　	新宿ロフト
08月11日　	川崎クラブチッタ	　「TOKYO BIG RUMBLE」
08月30日　	名古屋クラブクアトロ
08月31日　	心斎橋クラブクアトロ
09月07日　	町田プレイハウス
09月08日　	新宿ロフト
09月12日　	下北沢シェルター
09月16日　	宇都宮ヴォーグ
09月21日　	熊谷ヴォーグ
09月23日　	渋谷クラブクアトロ
09月29日　	郡山ヒップショット
10月05日　	渋谷クラブエイジア
10月12日　	長野クラブジャンクボックス
10月19日　	新宿ロフト
11月01日　	水戸ライトハウス
11月02日　	熊谷ヴォーグ
11月08日　	長野クラブジャンクボックス
11月11日　	新宿ロフト	　「BIG TOP Vol.1」
11月16日　	福島ネオ
11月17日　	秋田サウンドサプライ
11月19日　	仙台エン	　「BIG TOP in SENDAI」
11月28日　	川崎クラブチッタ	　「ELVIS NITE 004」
11月29日　	渋谷クラブエイジア	　「JUST A BEAT SHOW FINAL」
11月30日　	伊勢崎クラブラヴ
12月03日　	新宿ワイヤー	　「BOO ZEE LOUNGE」
12月21日　	川崎クラブチッタ	　「LONDON NITE X'mas SPECIAL」
12月28日　	千葉ルック
12月31日　	新宿ロフト
2003年
01月12日　	大阪ミューズホール	　「BIG TOP in OSAKA」
01月14日　	名古屋クラブクアトロ	　「BIG TOP in NAGOYA」
01月16日　	下北沢シェルター	　「BIG TOP Vol.5」
02月03日　	渋谷オンエアウエスト
02月11日　	下北沢シェルター
03月01日　	堺マッシヴ
03月02日　	福岡キースフラック
03月09日　	渋谷チェルシーホテル
03月15日　	甲府カズーホール
03月16日　	安城夢希望レディオクラブ
- STIFF UPPER LIP TOUR　（～6/1）[註 38]

04月30日　	新宿ロフト
05月03日　	名古屋アポロシアター
05月05日　	川崎クラブチッタ
05月10日　	宇都宮ヴォーグ
05月11日　	仙台クラブジャンクボックス
05月17日　	新潟クラブジャンクボックスミニ
05月18日　	前橋フリーズ
05月24日　	大津ビーフラット
05月25日　	大阪ミューズホール
05月27日　	米子ベリエ
05月29日　	福岡ドラムサン
05月30日　	広島ナミキジャンクション
06月01日　	名古屋クラブクアトロ	　〈TOUR FINAL〉
06月06日　	札幌ベッシーホール
06月08日　	仙台クラブジャンクボックス
06月15日　	お台場ドリームメーカー
06月17日　	宮崎SRボックス
06月18日　	鹿児島キャパルボホール
06月22日　	福岡ドラムロゴス
06月24日　	長崎ドラムBe‐7
07月02日　	新宿ロフト	　「BIG TOP Vol.7」
07月13日　	豊橋ラハイナ
07月23日　	長野ジャンクボックス
07月24日　	新潟クラブジャンクボックス
07月26日　	金沢バンバンV4
08月06日　	新宿ロフト
08月11日　	下北沢シェルター	　「BIG TOP Vol.8」
08月16日　	石狩湾新港樽川ふ頭横
08月22日　	新宿ロフト
08月24日　	お台場冒険王
08月27日　	川崎クラブチッタ
- R＆R CIRCUS　(w/LAUGHIN' NOSE etc.)　（～10/31）

09月14日　	名古屋クラブクアトロ
09月15日　	京都ミューズホール
09月20日　	熊谷ヴォーグ
09月21日　	新潟クラブジャンクボックスミニ
09月23日　	富山クラブマイロ
09月26日　	渋谷チェルシーホテル
09月27日　	クラブソニック水戸
10月04日　	前橋フリーズ
10月05日　	長野クラブジャンクボックス
10月10日　	静岡サナッシュ
10月11日　	豊橋ラハイナ
10月13日　	心斎橋クラブクアトロ
10月15日　	広島ナミキジャンクション
10月17日　	鹿児島キャパルボホール
10月18日　	福岡ドラムロゴス
10月19日　	大分ドラムトップス
10月21日　	松阪マクサ
10月22日　	四日市ケイオス
10月25日　	盛岡チェンジ
10月26日　	郡山ヒップショット
10月31日　	横浜クラブ24	　〈TOUR FINAL〉
11月03日　	名古屋クラブクアトロ	　（w/THE STAR CLUB）
11月10日　	渋谷O‐WEST
11月14日　	京都メトロ
11月16日　	恵比寿みるく	　（w/PET）
11月22日　	秋田スウィンドル
11月23日　	仙台マカナ
11月29日　	本八幡サードステージ
12月12日　	新宿ロフト
12月13日　	新宿ワイヤー
12月31日　	新宿ロフト
2004年
01月17日　	足利club south BBC
- BIG TOP TOUR　<w/PET、THE VICKERS>　（～2/1）

01月24日　	心斎橋クラブクアトロ	　「BIG TOP Vol.9」
01月30日　	名古屋クラブクアトロ	　「BIG TOP Vol.10」
02月01日　	新宿ロフト	　「BIG TOP Vol.11」　〈TOUR FINAL〉
03月06日　	千葉ルック
03月26日　	新宿ロフト
04月04日　	大阪ベイサイドジェニー
04月08日　	新宿ロフト
05月01日　	郡山クラブ ＃9
05月05日　	新宿ロフト
05月09日　	名古屋ラディックス
06月19日　	下北沢ベースメントバー
- MATCHLESS ATTACK! TOUR　（～8/11）[註 39]

07月02日　	岐阜ブラボー
07月04日　	福井チョップ
07月05日　	長野J
07月10日　	宇都宮ヴォーグ
07月11日　	仙台マカナ
07月13日　	旭川カジノドライブ
07月14日　	札幌ベッシーホール
07月17日　	弘前マグネット
07月19日　	水戸ライトハウス
07月22日　	京都モジョ
07月24日　	岡山ペパーランド
07月25日　	米子ベリエ
07月27日　	福岡ドラムサン
07月28日　	大分トップス
07月30日　	鹿児島SRホール
08月01日　	広島ナミキジャンクション
08月02日　	松山サロンキティ
08月04日　	心斎橋クラブクアトロ
08月06日　	名古屋クラブクアトロ
08月11日　	渋谷クラブクアトロ	　〈TOUR FINAL〉
08月21日　	お台場冒険王
08月28日　	下関海峡メッセ
09月03日　	清水ジャムジャムジャム
09月23日　	いわきソニック
09月24日　	盛岡チェンジ
09月26日　	山形サンディニスタ
10月01日　	仙台クラブジャンクボックス
10月03日　	川崎クラブチッタ
10月08日　	豊橋ラハイナ
10月10日　	大分ドラムトップス
10月11日　	長崎ドラムBe‐7
10月13日　	福岡ドラムBe‐1
10月15日　	京都磔磔
10月16日　	大阪ベイサイドジェニー
10月17日　	伊勢リズム
10月22日　	高岡もみの木ハウス
10月24日　	新潟クラブジャンクボックス
10月28日　	渋谷クラブクアトロ
11月06日　	名古屋ダイアモンドホール
11月11日　	新宿ドクター
12月04日　	下北沢クラブ251
12月12日　	新宿ロフト
12月18日　	千葉ルック
2005年
- COBRA / SA COUPLING TOUR 2005　（～1/17）

01月12日　	名古屋アポロシアター
01月14日　	心斎橋キングコブラ
01月17日　	渋谷クラブクアトロ	　〈TOUR FINAL〉
02月04日　	下北沢シェルター
02月11日　	京都メトロ
03月04日　	新宿ロフト
03月13日　	新宿ロフト
03月27日　	日田スカーフェイス
03月28日　	神戸スタークラブ
04月08日　	恵比寿リキッドルーム
05月01日　	名古屋アポロシアター
05月05日　	恵比寿リキッドルーム
05月11日　	新宿ロフト
2006年
2007年
2008年
- VANDALS BOP TOUR 2008　（～9/12）[註 40]

07月07日	新宿LOFT
07月11日	札幌KLUB COUNTER ACTION
07月18日	京都MOJO
07月20日	岐阜BRAVO
08月03日	浜松MESCALIN DRIVE
08月08日	HEAVEN'S ROCK宇都宮VJ-2
08月09日	郡山CLUB #9
08月17日	新潟CLUB JUNK BOX mini
08月22日	福岡DRUM SON
08月24日	名古屋CLUB QUATTRO
08月29日	大阪KING COBRA
08月31日	岡山PEPPER LAND
09月06日	秋田LIVESPOT2000
09月07日	仙台CLUB JUNK BOX
09月12日	恵比寿LIQUIDROOM	　〈TOUR FINAL〉
2009年
2010年
01月11日　	恵比寿
01月16日　	足利ミラクルウーマン
01月23日　	名古屋
01月31日　	札幌サウンド・ラボ モール	　「PUNK ROCK JAPAN 2010」
- REVOLT 'n' ROLL TOUR 2010　（～2/21）

02月06日　	仙台クラブジャンクボックス
02月11日　	名古屋ボトムライン	　（w/LOWER CLASS BRATS、JAPAN-狂撃-SPECIAL）
02月13日　	難波ロケッツ	　（w/LOWER CLASS BRATS、JAPAN-狂撃-SPECIAL）
02月21日　	新宿ロフト	　〈TOUR FINAL〉
- R&R CIRCUS TOUR 2010　<w/ LAUGHIN' NOSE、COBRA>　（～5/6）[註 41]

03月07日　	ヘブンスロックさいたま新都心VJ-3
03月13日　	岐阜クラブ‐G
03月14日　	伊那グラムハウス
03月27日　	松阪マクサ
04月04日　	恵比寿リキッドルーム	　「MAVERICK KITCHEN」
04月17日　	いわき
04月18日　	仙台
04月23日　	高崎
04月25日　	富山マイロ
04月28日　	心斎橋ビッグキャット
04月29日　	名古屋
05月01日　	熊本ドラムBe‐9
05月02日　	福岡
05月04日　	米子ベリエ
05月06日　	渋谷O-EAST	　〈TOUR FINAL〉
05月25日　	熊谷ヘブンスロック VJ-1
05月26日　	柏アライブ
05月29日　	下北沢エラ
06月13日　	横浜ドラゴンクラブ
06月15日　	代々木	　（vs BRAHMAN）
06月20日　	豊橋エルノット	　「PUNK AROUND THE WORLD」
06月27日　	高円寺ハイ
07月02日　	清水ジャムジャムジャム	　「BARK×BITE　SA×ROBIN×THE Qo'noS」
07月03日　	心斎橋キングコブラ
07月05日　	松阪マクサ	　（vs BRAHMAN）
07月16日　	岐阜ブラボー	　「BARK×BITE　SA×STORONG STYLE」
07月18日　	福岡デッドロック
07月19日　	広島
07月24日　	ディファ有明	　「CENTER JAPAN GLADIATOR」
08月03日　	水戸	　「SET YOU FREE」
08月06日　	京都ウーピーズ
08月08日　	名古屋ダイアモンドホール	　「BASEMENT UNLAWFUL ASSEMBLY 2010」
08月11日　	仙台マカナ
08月27日　	代々木ザーザズー	　（vs The ピーズ）
08月29日　	渋谷AX	　「ロッケンローサミット2010」
09月04日　	浜松メスカリンドライブ
09月05日　	和歌山プレゴ
09月18日　	高崎クラブフリーズ
09月24日　	郡山クラブ ＃9
09月25日　	クラブチッタ川崎	　「SET YOU FREE SUMMER FESTA」
10月02日　	京都ミューズ
10月10日　	名古屋クラブオゾン
10月17日　	新木場コースト	　「1997」
10月24日　	新宿ロフト	　　※G.B.H NIPPON TOUR 2010サポート
10月26日　	梅田シャングリラ
10月31日　	小牧勤労センター	　「Roll Up Party Vol.2」
11月06日　	福岡スパイラルファクトリー
11月12日　	恵比寿リキッドルーム	　　※THE ADICTS JAPAN TOURサポート
11月14日　	山形キングコブラ
11月15日　	仙台ジャンクボックス
11月25日　	下北沢クラブ251
- SA×RADIOTS「TWO SIDE VORTEX TOUR」　（12/10、18、19、2011/1/9～27、1/29～2/6）

12月10日　	千葉ルック
12月12日　	新宿ロフト	　「SET YOU FREE 年末スペシャル」
12月18日　	神戸 太陽と虎
12月19日　	徳島クローバー
12月22日　	新宿ロフト	　「URASUJI.」
2011年
01月09日　	仙台マカナ
01月10日　	club SONICいわき
01月15日　	宇都宮HEAVEN'S ROCK VJ-2
01月22日　	松阪M'AXA
01月23日　	福井CHOP
01月25日　	米子AZTiC laughs（旧：ベリエ）
01月27日　	福岡DRUM SON
01月28日　	タワーレコード梅田NU茶屋町店	　「TOWER RECORDS インストアライブ in 大阪」
01月29日　	心斎橋KINGCOBRA
01月30日　	名古屋アポロシアター
02月06日　	新宿LOFT	　〈TOUR FINAL〉
03月05日　	高円寺HIGH
03月12日　	静岡サナッシュ
03月20日　	名古屋CLUB OZON	　「東北地方太平洋沖地震 BENEFIT LIVE」
03月26日　	下北沢GARDEN
03月27日　	横浜　
- ピープルズレコーズ 中華民国（台湾）ツアー Vol.17「Pray for Japan ― 送愛到日本」　（～4/3）[註 45]

03月31日　	台中‐浮現藝文展演空間
04月01日　	台北‐這牆音樂藝文展演空間
04月03日　	墾丁‐春天吶喊「Spring Scream 2011」	　〈TOUR FINAL〉
04月25日　	新宿LOFT	　「SHINJUKU LOFT 12TH ANNIVERSARY The Birthday vs SA」　（DJ/増子直純<怒髪天>）
04月30日　	滋賀・守山BLUE
05月07日　	恵比寿LIQUIDROOM	　「MAVERICK KITCHEN VOL.3」
05月29日　	恵比寿LIQUIDROOM	　「LONDON NITE Special」
- KIDZ IGITE TOUR 2011　（～6/25）

06月04日　	横浜 DRAGON CLUB
06月07日　	滋賀 U☆STONE
06月09日　	福岡 DRUM SON
06月10日　	広島 NAMIKI JUNCTION
06月12日　	心斎橋 Live House Pangea
06月15日　	タワーレコード仙台パルコ店	　「TOWER RECORDS インストアライブ in 仙台」
06月16日　	仙台 PARK SQUARE
06月19日　	名古屋 CLUB UPSET
06月25日　	新宿 LOFT	　〈TOUR FINAL〉
- THE STAR CLUB vs SA 東名阪TOUR［地下室のフレンジー］　（～7/17）

07月09日　	名古屋CLUB UPSET
07月10日　	難波ROCKETS
07月17日　	渋谷O‐WEST	　〈TOUR FINAL〉
07月23日　	山形・赤倉温泉スキー場	　「Blue Sky a Go Go!! 最上ロックフェスティバル'11」
07月31日　	豊橋ell.NKOT
08月12日　	高円寺HIGH
08月20日　	小倉WOW
08月21日　	福岡DRUM BE-1
09月03日　	タワーレコード札幌ピヴォ店	　「TOWER RECORDS インストアライブ in 札幌」
09月04日　	札幌 SOUND LAB mole	　「PUNK ROCK JAPAN 2011」
09月10日　	渋谷AX	　「ロッケンローサミット2011」
09月11日　	京都MUSE	　タワレコ京都×MUSE presents「鴨川エクスプロージョン」
09月17日　	高崎
09月18日　	和歌山城砂の丸広場	　「紀州ロックインパクト in 和歌山城　CHAMPION CARNIVAL Vol.25～ALL JAPAN PUNK FESTIVAL SERIES 2011～」
10月01日　	安城 夢希望	　
10月02日　	京都磔磔	　怒髪天presents「響都ノ宴」～メガネ・アフロ・リーゼント「日本髪型図鑑」～
10月10日　	岩手・宮古	　「岩手三陸復興支援LIVE BRAVE FIST FESTA IN 宮古」
10月23日　	なんばHatch	　「FOUR SEASONS FESTIVAL '11」
10月24日　	下北沢SHELTER	　「SA VS フラワーカンパニーズ」
10月25日　	宇都宮HEAVEN'S ROCK VJ-2
10月30日　	名古屋BOTTOM LINE	　「ZERO FIGHTER　10th Anniversary DANKETSU-052- 集まれ!楽しめ!咲き誇れ!」
- SWEET LITTLE FLAMES TOUR　（～11/12、19～23、12/9～16、2012/1/7～21）[註 48]

11月01日　	千葉LOOK
11月06日　	club SONIC いわき
11月12日　	足利club south BBC	　「ロックンロールランデブー Vol.55」
11月13日　	渋谷O-EAST	　「PUNK LIVES! FESTIVAL 2011」
11月19日　	金沢vanvan V4
11月20日　	岐阜BRAVO
11月22日　	福岡DRUM SON	　「TWO-MAN 1本勝負～VS GIG～SA vs ニューロティカ」
11月23日　	山口・周南TIKI-TA	　「REBEL STREET 2011」（w/ニューロティカ etc.）
12月03日　	台中市南屯區 / 圓滿戶外劇場	　「2011搖滾台中樂團節（Rock'in Taichung 2011）」
12月09日　	岡山CRAZY MAMA 2nd Room
12月11日　	神戸 太陽と虎
12月16日　	盛岡Club Change
12月17日　	仙台CLUB JUNK BOX
12月18日　	札幌
12月20日　	タワーレコード渋谷店STAGE ONE	　「TOWER RECORDS インストアライブ in 渋谷」
2014年
02月01日　	名古屋 CLUB UPSET	　「THE STAR CLUB GIGS 2014 "IMPACT ON THE FUTURE" VS TOUR」
02月09日　	神戸 太陽と虎	　「REBEL STREET 2014 WINTER SPECIAL」
02月11日　	福岡 DRUM SON	　「THE STAR CLUB GIGS 2014 "IMPACT ON THE FUTURE" VS TOUR」
- SA × RADIOTS「2 SIDE VORTEX TOUR 2014」　（～3/15、3/22）

02月16日　	横浜 F.A.D	　（w/THE STARBEMS）
02月21日　	盛岡 Club Change
02月22日　	石巻 BLUE RESISTANCE	（w/MEANING）
03月02日　	浜松 MESCALIN DRIVE
03月08日　	高崎 club FLEEZ	　（w/KEMURI）
03月09日　	伊那GRAM HOUSE	　（w/DROP OUT PUNKS）
03月14日　	京都 MUSE	　（w/STANCE PUNKS）
03月15日　	松阪 M'AXA
03月17日　	小倉 FUSE	　「BAR九龍城砦11th Anniversary Party」
03月22日　	新宿 LOFT	　〈TOUR FINAL〉
- SA TOUR 2014「THE SHOW MUST GO ON」　（～5/3、5/9～31）

04月06日　	千葉 LOOK	　
04月12日　	新潟 CLUB RIVERST	　
04月13日　	金沢 vanvanV4	　（w/RATKIDS）
04月26日　	名古屋 CLUB QUATTRO	　
04月29日　	札幌 BESSIE HALL	　
05月02日　	KLUB COUNTER ACTION 宮古
05月03日　	郡山 CLUB ＃9	　（w/CEDDIN DEDEN）
05月05日　	新宿ロフト	　「MOSH BOYz」
05月09日　	HEAVEN'S ROCK 宇都宮 VJ-2	　（w/OLEDICKFOGGY）
05月10日　	仙台 CLUB JUNK BOX	　
05月17日　	梅田 Shangri-La	　
05月18日　	岐阜 柳ヶ瀬 Ants	　
05月23日　	岡山 CRAZY MAMA 2nd Room	　
05月25日　	福岡 Queblick	　
05月31日　	代官山 UNIT	　　〈TOUR FINAL〉
06月07日　	幕張メッセ 国際展示場 9−11	　PIZZA OF DEATH RECORDS presents「SATANIC CARNIVAL '14」
06月20日　	水戸 LIGHT HOUSE	　「OLEDICKFOGGY TOUR 新世界2014」
07月06日　	京都府立山城総合運動公園 太陽が丘特設野外ステージ	　「京都大作戦2014～束になってかかってきな祭!～」
07月12日　	恵比寿リキッドルーム	　「“THE SHOW MUST GO ON” SPECIAL ―THIRTY×THIRTEEN BASH!!―」
07月19日　	福岡 CB	　D.R.P PRESENTS「“DEAD ROCK DAY 2014 SPECIAL”～D.R.P 10th ANNIVERSARY～」
07月26日　	足利ライブハウス大使館	　足利ミラクルウーマン PRESENTS「ロックンロールランデブー Vol.76」
08月09日　	岩手県大槌町	　「おおつちありがとうフェスティバル2014」
08月29日　	大分 T.O.P.S Bitts HALL	　「PIRATE SHIP 2014 “SKOAL”」
08月31日　	三重・津BASS1	　「津ベースワン17周年記念ライブファイナル!」
09月06日　	豊橋CLUB KNOT	　「吠えあげろ!!　VOL.6」
09月07日　	滋賀・守山BLUE	　「ROCKIN'DISCO DYNAMITE!! -復活祭-」
09月20日　	渋谷O-EAST	　「ロッケンロー★サミット2014～渋谷死闘編～」
10月07日　	札幌KLUB COUNTER ACTION	　「2 SIDE VORTEX TOUR 2014」（w/RADIOTS、THE KNOCKERS、supporting-me）
10月08日　	札幌KLUB COUNTER ACTION	　「2 SIDE VORTEX TOUR 2014」（w/RADIOTS）
10月11日　	広島・呉	　「超・神田ナイト～キャノンボール・フェスティバル 2014」
10月18日　	山形ミュージック昭和	　「Punk Rock Party 2014」（w/LAUGHIN' NOSE、THE STAR CLUB）
10月19日　	山形・寒河江ナイトスポットタレント	　「TARENTO ROCK LIVE LAUGHIN'NOSExSA」（w/LAUGHIN' NOSE）
- SA BIGTOP TOUR 2014　（10/22、11/4～12）

10月22日　	名古屋 CLUB QUATTRO	　「BIGTOP TOUR 2014 ～かかってこいや! 名古屋～」（w/ザ50回転ズ）
11月02日　	豊橋club.KNOT　「PUNK AROUND THE WORLD VOL.36～8TH ANNIVASARY～」
11月04日　	梅田 Shangri-La　「BIGTOP TOUR 2014 in OSAKA」（w/RADIOTS、MOROHA）
11月05日　	金沢 vanvanV4　「BIGTOP TOUR 2014 in KANAZAWA」（w/THE STARBEMS、RATKIDS）
11月11日　	仙台CLUB JUNK BOX　「BIGTOP TOUR 2014 ～かかってこいや! 仙台～」（w/ザ50回転ズ、THE NEATBEATS）
11月12日　	岩手the five morioka	　「BIGTOP TOUR 2014 ～かかってこいや! 盛岡～」（w/ザ50回転ズ、THE NEATBEATS）
11月30日　	川崎クラブチッタ　「LOFT MUSIC & CULTURE FESTIVAL 2014」
12月13日　　京都磔磔　「怒髪天 presents “響都ノ宴” 『かかってこん会 “今昔男歌合戦”』」
2015年
- SA 2015 OPENING UP TOUR <起>　（1/8〜31、3/27）

01月08日　　名古屋 CLUB QUATTRO　「2015 OPENING UP TOUR <起>」
01月10日　　岡山 CRAZYMAMA 2ndRoom　「2015 OPENING UP TOUR <起>」（w/Droog）
01月12日　　福岡Queblick　「2015 OPENING UP TOUR <起>」（w/the NEATBEATS）
01月16日　　仙台 LIVE HOUSE enn 2nd　「2015 OPENING UP TOUR <起>」
01月24日　　梅田 Shangri-La　「2015 OPENING UP TOUR <起>」
01月31日　　代官山 UNIT　「2015 OPENING UP TOUR <起>」
- SA presents BIGTOP 2015 <承>　（3/24、3/28〜4/1）

03月24日　　渋谷 CLUB QUATTRO　「BIGTOP 2015 <承> in TOKYO」（w/a flood of circle）
03月27日　　札幌 BESSIE HALL　「2015 OPENING UP TOUR <起>」（w/ザ50回転ズ）
03月28日　　仙台 CLUB JUNK BOX　「BIGTOP 2015 <承> in SENDAI」（w/G-FREAK FACTORY、spike shoes）
03月30日　　名古屋 CLUB QUATTRO　「BIGTOP 2015 <承> in NAGOYA」（w/忘れらんねえよ、THE BOHEMIANS）
04月01日　　梅田 CLUB QUATTRO　「BIGTOP 2015 <承> in OSAKA」（w/怒髪天）
- SA BRING IT ON TOUR <転>　（4/11〜5/15、5/22〜6/14）

04月11日　　岐阜・柳ヶ瀬Ants　「BRING IT ON TOUR <転>」
04月17日　　京都MUSE　「KYOTO MUSE 25th Anniversary “25SOULS” x BRING IT ON TOUR <転>」（w/HAWAIIAN6、KiM）
04月18日　　静岡UMBER　「BRING IT ON TOUR <転>」（w/HAWAIIAN6）
04月29日　　横浜F.A.D　「BRING IT ON TOUR <転>」（w/ザ50回転ズ）
05月01日　　新潟 CLUB RIVERST　「BRING IT ON TOUR <転>」（w/NAMBA69）
05月02日　　金沢vanvanV4　「BRING IT ON TOUR <転>」（w/NAMBA69）
05月04日　　岡山CRAZYMAMA 2ndRoom　「BRING IT ON TOUR <転>」（w/THE クルマ）
05月09日　　石巻BLUE RESISTANCE　「BRING IT ON TOUR <転>」（w/THE STARBEMS）
05月15日　　郡山 CLUB #9　「BRING IT ON TOUR <転>」（w/CEDIN DEDEN）
05月17日　　TSUTAYA O-EAST　「大怒髪展 2015 “歌の歓楽街”」（w/怒髪天、Scoobie Do）
05月22日　　名古屋 CLUB QUATTRO　「BRING IT ON TOUR <転>」
05月24日　　大分 club SPOT　「BRING IT ON TOUR <転>」（w/ザ50回転ズ）
05月26日　　神戸 太陽と虎　「BRING IT ON TOUR <転>」（w/THE NEATBEATS）
06月05日　　札幌 BESSIE HALL　「BRING IT ON TOUR <転>」
06月07日　　仙台 CLUB JUNK BOX　「BRING IT ON TOUR <転>」
06月12日　　福岡 QueblicK　「BRING IT ON TOUR <転>」
06月14日　　梅田 Shangri-La　「BRING IT ON TOUR <転>」
07月11日　　日比谷野外大音楽堂　「SA BRING IT ON TOUR FINAL <結>」

## 主な参照・参考
- 「来歴」SA web HISTORY OF SA（aka. Samurai Attack）、『PERFECT SA MAGAZINE "mov!"』PINEAPPLE RECORDS、2005年
- 「ディスコグラフィ」SA web Releases
- 「個人活動」SA web News、SAブログ「SA NOWADAYS」
- 「NAOKI（SA）のBARボイラールーム」TOWER RECORDS / タワーレコード「NAOKI（SA）のBARボイラールーム」
- 「東日本大震災とSA」SA web News
- 「ライブ履歴」（1984～2005年）『PERFECT SA MAGAZINE "mov!"』PINEAPPLE RECORDS、2005年、24、65頁。（2008年～）SA web News、SAブログ「SA NOWADAYS」

### 註釈
1. ↑  ノンプロモーションながらタワーレコードのDVDチャート8位を記録[12]。
2. 1 2  当日、2曲歌ったうちの「東京」はNHKからの指定、「IT'S UP TO YOU!」は矢沢自身の選曲による[17]。収録アルバム発売前の先行披露でもあった。
3. 1 2  当初は2曲歌うと伝えられていた[18]が、矢沢永吉本人が、急遽、「1曲で決めたい」と申し出たという説もある[19]。
4. 1 2 3  SHOHEIが自らデモ音源を送ったことがきっかけでレコーディングが実現[20]。
5. 1 2  SHOHEIとTHE LUCKY ONESとのレコーディング[註 4]から話が膨らみ、制作されることになった[20]。
6. ↑  収録曲「GET UP! WARRIORS」歌詞。
7. 1 2  現在はクリスティアン・ペツォールトの作品であることが通説。
8. ↑  「ラヴァーズ・コンチェルト」で知られるJ.S.バッハの「メヌエット ト長調 BWV Anh.II/114」[註 7]をパンクロックにアレンジした楽曲。
9. ↑  2014年1月16日逝去。
10. ↑  GLAY、ORANGE RANGE、椎名林檎、平井堅などを手がける。
11. ↑  2013年冬のツアー「BIGTOP TOUR 2013―Roll the generation―」で8年ぶりにライブ演奏された。
12. ↑  映画『ALWAYS 三丁目の夕日』のCGを手がけた白組が制作[12]。
13. ↑  一人で弾き語りのライブを行うのは、中学2年生以来、34年ぶりであったらしい[36]。
14. ↑  同年8月28日配信のボイラールームに同フェスの実行委員長である箭内道彦がゲスト出演したことが縁で、その翌日に出演が決定。当日は、タワレコフォークソング部部長として出演。ステージでは箭内道彦とのセッションもあった[37]。
15. ↑  2012年夏、一夜限りで結成されたセッションバンド。その際のメンバーは、HIKAGE（THE STAR CLUB）、NAOKI（SA）、PON（LAUGHIN' NOSE）、TO-BU（ロリータ18号）。FIRST＆LAST LIVE DVD『LIVE BOOTLEG』は限定2000枚が予約のみで即売したため、急遽、500枚が追加プレスされた。
16. ↑  ミュージシャン以外にも、能野哲彦（映画監督）、箭内道彦（クリエーター）、ヒラノノゾミ（BiS）などが出演。
17. ↑  未成年のゲストはノンアルコール飲料。
18. ↑  ＃20では、かつてNAOKIが在籍していたLAUGHIN' NOSEのデビュー前の話なども披露された。
19. ↑  アーカイブ映像では、配信が危ぶまれる発言箇所はSAの楽曲「NO MUSIC, NO LIFE.」に差し替えられている。
20. ↑  NAOKIがSAのライブの際に使用しているギター。ギブソン・ファイヤーバード。
21. ↑  部長はNAOKI、副部長は怒髪天の上原子友康（ギター）という設定。
22. ↑  猫の肉球と人の手相から飼い主との相性や運勢を解説した書籍。ぴあ。2013年。
23. ↑  『25th Anniversary Special Book 氷室京介ぴあ 完全保存版』（ぴあMOOK、2013年）では氷室京介の手相鑑定を行っている[38]。
24. ↑  SAチャンネル「akasamuraiattack」「Ustream生配信「NAOKI（SA）の Bar ボイラールーム」4月20日22時スタート!」にて公開。
25. ↑  この回のアーカイブ映像はない。
26. ↑  アーカイブ映像ではOKAMOTO'S出演の部分はカットされている。
27. ↑  タワレコフォークソング部部長として出演。
28. ↑  現在は閉店。
29. ↑  この日、CLUB THE STARの目に留まり、ソノシートリリース決定。
30. ↑  2005年に閉館。
31. ↑  前売りチケットの購入希望が販売予定数を大幅に上回ったため2部制となった[3]。
32. ↑  TAISEIと元SAのベーシスト「アキヒコ」の2人のユニット[2]。
33. ↑  TAISEIはこのライブが終わった後、そのまま始発で東京へ。新幹線のドアが閉まるとき、頭の中に、エルヴィス・コステロの「Accidents Will Happen」が流れていたという[2]。「ちょっとカッコえぇやろ（笑）」（TAISEI）。
34. ↑  1000人を超える動員を記録[6]。
35. ↑  この日はSA with Iwakawa（THE COLTS）で出演。
36. ↑  7月13日に初ビデオ『6、4、2＆1』を、7月20日に現メンバーでの1stアルバム『GREAT OPERATION』を発売して最初のライブ。
37. ↑  『WHO'S THE NEXT UPSTART？』発売日。
38. ↑  ビデオ『STIFF UPPER LIP TOUR』（2003年）にライブ映像ほか収録。
39. ↑  DVD『WALLSAND RED LIGHTS』（2004年）に8月11日ツアーファイナルのライブ映像ほか収録。
40. ↑  DVD『GO BARMY KIDS』（2009年）にライブ映像ほか収録。
41. ↑  DVD『R＆R CIRCUS―TOUR FINAL at 2010.5.6 SHIBUYA ON AIR EAST』（2010年）に5月6日ツアーファイナルのライブ映像を完全収録。
42. ↑  SA初徳島
43. ↑  SA初のインストアライブ。SAチャンネル「akasamuraiattack」「TOWER RECORDS INSTORE LIVE - SA(aka.Samurai Attack)」にてライブ映像公開。
44. ↑  SAチャンネル「akasamuraiattack」「FOR THE REVIVER～被災地へ向けて SA(aka.Samurai Attack)」にてライブ映像公開。
45. ↑  DVD『KIDZ IGNITE』（2011年）にライブ映像ほか収録。SAチャンネル「akasamuraiattack」「The digest of TAIWAN TOUR part1 - SA(aka.Samurai Attack)」「The digest of TAIWAN TOUR part2 - SA(aka.Samurai Attack)」にてダイジェスト映像公開。
46. ↑  SA初のアコースティックライブ。SAチャンネル「akasamuraiattack」「TOWER RECORDS INSTORE ACOUSTIC LIVE - SA(aka.Samurai Attack)」にてライブ映像公開。
47. ↑  SAチャンネル「akasamuraiattack」「TOWER RECORDS INSTORE LIVE - SA(aka.Samurai Attack) at Sapporo Pivot」にてライブ映像公開。
48. ↑  DVD『6, 4, 2＆1×10～2012.1.21 SWEET LITTLE FLAMES TOUR FINAL』（2012年）に12年1月21日ツアーファイナルのライブ映像を完全収録。
49. ↑  SAチャンネル「akasamuraiattack」「TOWER RECORDS INSTORE LIVE - SA(aka.Samurai Attack) at Shibuya B1」にてライブ映像公開。
50. 1 2  「東北ライブハウス大作戦」によって誕生したライブハウス。
51. ↑  KEN、加入13年目にして初MC
52. ↑  振り替え公演。